# Edificio General Ice Cream Corporation
El edificio General Ice Cream Corporation es un edificio industrial histórico en el número 485 de la calle Plainfield en el barrio Silver Lake de la ciudad Providence, capital del estado de Rhode Island (Estados Unidos). 

## Descripción
Es un edificio de ladrillo de dos cuerpos, uno de dos pisos y el otro de tres. Las dos partes se construyeron en etapas separadas entre 1915 y 1918, ocasionadas por el rápido crecimiento de Dolbey Ice Cream Company, que en 1921 era el mayor productor de helados del estado. La instalación fue operada continuamente, a través de una serie de fusiones corporativas por parte de General Ice Cream Corporation, hasta 1960. Posteriormente, la propiedad se utilizó para producir helados de la marca Sealtest por parte de National Dairy Products Corporation (más tarde Kraft Foods), pero se cerró en 1967.
El edificio se agregó al Registro Nacional de Lugares Históricos en 2008, como un ejemplo distintivo de una de las primeras instalaciones de producción de helados.